# Джон Ланчестър
Джон Хенри Ланчестър (на английски: John Henry Lanchester) е британски писател и журналист.

## Биография
Роден е в Хамбург, отгледан е като дете в Хонг Конг. Получава образование в Англия: учи в Gresham's School (1972 – 1980) в Холт, графство Норфолк, после следва в St John's College в Оксфорд.
Автор е на 4 романа, 2 от които са преведени на български език – „Дългът към удоволствието“ и „Уханно пристанище“. Публикува статии в „Дейли Телеграф“, „Гардиън“, „Обзървър“, „Ню Йоркър“ и др.
Женен е за историчката и писателка Миранда Картър (Miranda Carter), с която имат 2 деца, живее в Лондон.

## Творчество

### „Дългът към удоволствието“
През 1996 г. Ланчестър публикува първия си роман „Дългът към удоволствието“ (The Debt to Pleasure). Повествованието се води от първо лице от Тарквин Уинът, англичанин–ерудит на неопределена възраст с предпочитания към отличната храна. Читателят се запознава с четири сезонни менюта с истински рецепти и по това романът прилича на готварска книга. По повод различните необходими продукти или специфични начини на приготовление Тарквин Уинът разказва любопитни факти от разнообразни области на човешкото познание, а заедно с тях и спомени относно лични преживявания със семейството и приятелите си. Отначало фабулата не е очевидна, но с напредването на повествованието се очертават сюжетни връзки, за които кулинарното изкуство е едновременно камуфлаж и мото. По това „Дългът към удоволствието“ може да бъде бъде сравнен с „Като гореща вода за шоколад“ (Como agua para chocolate) на Лаура Ескивел, макар и в различен стил.
„Дългът към удоволствието“ печели няколко литературни награди и одобрението на критиката. Преведен е на 20 езика.
На български език романът е издаден от издателство Обсидиан през 1998 г. Преводът е на Андрей Андреев и Зорница Димова.

### Други творби
Все още непреведен на български език е романът на Дж. Ланчестър „Mr Phillips“ от 2000 г. В него главен герой е счетоводител на средна възраст, който трябва да съобщи на семейството си, че е уволнен.
През 2002 г. излиза романът „Уханно пристанище“ (Fragrant Harbour). „Уханно пристанище“ е буквалният превод на името на града Хонконг, който е и главно действащо лице. Разказва се историята на четирима емигранти, дошли по различно време в Хонконг и с различна съдба, и чрез тяхната история – и тази на самия град. На български език романът е издаден от издателство Обсидиан през 2003 г. Преводът е на Боян Дамянов.
Все още непреведен на български език е и романът „Family Romance“ издаден през 2007 г. Романът разказва за майката на автора.